# Aérodrome de Libourne - Artigues-de-Lussac
L’aérodrome de Libourne - Artigues-de-Lussac (code OACI : LFDI) est un aérodrome civil, ouvert à la circulation aérienne publique (CAP), situé sur la commune des Artigues-de-Lussac à 11 km au nord-est de Libourne dans la Gironde (région Nouvelle-Aquitaine, France).
Il est utilisé pour la pratique d’activités de loisirs et de tourisme (aviation légère, hélicoptère et aéromodélisme).
En janvier 2024, le terrain qui est une priorité du Syndicat mixte regroupant la communauté d’agglomération du Libournais et la communauté de communes du Grand Saint-Émilionnais, est revendu à la Chambre de commerce et d’industrie Bordeaux Gironde pour un montant de 2,5 millions d'euros afin d'y développer une zone d'activité sur un hectare et demi de terrains adossés à l’aérodrome.

## Histoire
Aérodrôme et AéroClub ont été créés en 1965 par Jean Clément.

## Installations
L’aérodrome dispose de deux pistes orientées sud-nord (04/22) :
- une piste bitumée longue de 1 100 m et large de 20 ;
- une piste en herbe longue de 800 m et large de 50, accolée à la première et réservée aux ULM et aux avions basés.

L’aérodrome n’est pas contrôlé. Les communications s’effectuent en auto-information sur la fréquence de 120,650 MHz.
S’y ajoutent :
- une aire de stationnement ;
- des hangars ;
- une station d’avitaillement en carburant (100LL)[3].

## Activités

### Loisirs et tourisme
- Libourne aéro-club (LAC)
- Héliclub du Libournais
- Aéro Modèles Club du Libournais (A-C-L)

### Sociétés implantées
- AEREAS (réparation, maintenance et construction d’aéronefs)
- EURL restaurant de l'aérodrome